# Fabián Monserrat
Fabián Ariel Monserrat (Rosario, Provincia de Santa Fe, Argentina, 25 de junio de 1992) es un futbolista argentino. Juega como mediocampista y su primer equipo fue Independiente. Actualmente milita en el Real Estelí de la Primera División de Nicaragua.

## Trayectoria
Monserrat debutó en Independiente por la Copa Argentina 2011/12 en la derrota por 2 a 0 en los dieciseisavos de final frente a Belgrano de la mano de Cristian Díaz. Días más tarde jugó su primer partido en primera división en el recordado 5 a 4 a Boca en la bombonera. Apenas una semana después, le anotó a Belgrano su primer gol en la máxima categoría.

## Clubes
| Club                   | País      | Año           | PJ | G |
| ---------------------- | --------- | ------------- | -- | - |
| Independiente          | Argentina | 2012-2014     | 24 | 2 |
| Crucero del Norte      | Argentina | 2015          | 13 | 0 |
| Venados FC             | México    | 2016-2017     |    |   |
| Atlanta                | Argentina | 2017-2018     |    |   |
| Brown de Puerto Madryn | Argentina | 2018-2019     |    |   |
| Talleres (RdE)         | Argentina | 2020- 2022    |    |   |
| Real Estelí            | Nicaragua | 2022-presente |    |   |